# Trojan Trobike
La Trobike era un modelo de mini-motocicleta fabricado por la compañía automovilística británica Trojan en la década de 1960.

## Historia
Aunque precedida por la Welbike militar de la Segunda Guerra Mundial y por el Corgi posterior para el mercado civil, fue una de las primeras "minimotos" en venderse en forma de kit, evitando así impuestos de venta.
El grupo "Trojan Lambretta" fue fundado en 1959, cuando "Lambretta Concessionaires Ltd" se hizo cargo de Trojan Ltd, una de las empresas más antiguas de la industria automovilística británica, aproximadamente en la misma época en la que el grupo era propietario de la "Clinton Engine Corporation" de Maquoketa (Iowa), EE. UU.
Clinton fue mundialmente famosa por sus motores utilizados en cortacéspedes y motosierras. En esta época, se suministraron muchos de estos motores para su uso en generadores eléctricos portátiles, pulverizadores de pintura, etc.
La primera mención impresa de la Trobike data de junio de 1960 y la primera prueba de carretera se publicó el jueves 22 de diciembre de 1960 en el "Motor Cycling with Scooter Weekly". El precio anunciado era de 35 libras en forma de kit, aunque en dos anuncios de 1962 se mencionaba un precio de 29 libras. Esto puede explicar el hecho de que se fabricó con frenos delanteros y traseros para su uso en carreteras, y también para su uso fuera de carretera solo con un freno trasero.
Parece que la Trobike tuvo un éxito limitado, ya posiblemente solo se vendieron entre 500 y 600 unidades en un período de dos años (el último envío confirmado fue el 6 de marzo de 1962). Los números de bastidor van desde TB501 hasta TB1148.
Las últimas máquinas se vendieron a un granjero y se las conoció como "Sussex Miniscooter". Más tarde aún, apareció una variante conocida como "Lowline Chimp", que utilizaba un bastidor muy similar y, de nuevo, un motor Clinton.

## Detalles de diseño
Originalmente, las máquinas tenían manguitos de goma negra en el manillar, aunque algunos modelos posteriores estaban equipados con gomas recubiertas de piel. Las primeras empuñaduras (como aparece en los documentos de producción) fueron fabricadas por Amal con el cable entrando en paralelo al manillar. Las motos posteriores dispusieron de la empuñadura Amal más típica, con el cable entrando desde abajo.
Los modelos posteriores se equiparon con una placa de base situada entre los tubos inferiores del cuadro (diseño con el número TB879). Esta placa tenía un doble propósito: proteger el filtro de aire de la suciedad y al carburador de sufrir daños. Los modelos posteriores (a partir del número de bastidor TB1029) se equiparon con otra placa de acero liviana más pequeña (colocada bajo las cabezas de los dos pernos delanteros de montaje del motor), que protegía el flotador del carburador.
Cuadro
El bastidor estaba fabricado con un tubo de acero de alta calidad, soldado eléctricamente para resistir golpes e impactos. El cabezal de dirección estaba montado en cojinetes de bolas para proporcionar un giro fácil y suave. El guardabarros delantero y el protector integral de la cadena están construidos con plástico reforzado con vidrio y resina, pintados en rojo para contrastar con el acabado lacado en blanco del ensamblaje del bastidor.
Motor
El motor de 2 tiempos "Clinton A490 Panther" estaba montado centralmente para garantizar un equilibrio perfecto a cualquier velocidad. La posición del motor es ajustable para adaptarse a la tensión de la cadena. El arranque se realiza mediante arranque de retroceso, la potencia se entrega a la rueda trasera a través de un embrague centrífugo automático que entra en acción al abrir el acelerador.
Modelos
Se produjeron dos modelos, el de "jardín" y el de carretera, básicamente similares, con la diferencia de que el modelo de jardín no incluía placas de matrícula, freno de la rueda delantera ni bocina. Las Trobikes tenían un llamativo esquema de colores: marcos, horquillas, manillares y llantas blancos; motores amarillos; cadenas y guardabarros rojos. Un asiento de espuma de poliuretano cubierto con polipiel negra completaba el conjunto.
Ruedas
Las llantas estaban fabricadas con acero prensado de alta resistencia y eran del tipo de borde dividido para facilitar la extracción del neumático. Tanto las ruedas delanteras como las traseras funcionan con un rodamiento cónico de alto grado opuesto en un husillo de acero de aleación, diseñado para una fácil extracción de la rueda. Se utilizaban frenos de tambor de expansión interna y alta eficiencia.

## Especificaciones
Características generales
- Fabricante: Trojan Ltd, Purley Way, Croydon, Surrey
- Modelo: Trobike
- Ruedas: Trojan 5 pulgadas (127 mm) borde de acero prensado con rodamiento
- Neumáticos: Delantero 3.00x5 Dunlop, Trasero de 3.50x5 Dunlop
- Presión de los neumáticos: 20 libras por pulgada cuadrada (1,4 bar)
- Acelerador y varillaje de freno: cable cerrado
- Frenos: dos 5 pulgadas (127 mm) tambores
- Chasis: acero tubular de ⅞ pulgada, dúplex
- Color: marco blanco, guardabarros rojos, asiento negro, motor amarillo
- Cadena: eslabones de 3/8"x7/32" de ancho. 105 eslabones
- Piñón del motor: 12 dientes
- Piñón trasero: 64 dientes
- Arranque: Por retroceso
- Interruptor de corte: Pulsador
- Motor: Clinton A490 Panther 2 tiempos (Regulador centrífugo para el Trobike)
- Lubricación: Petroil, relación 16: 1
- Tamaño del cilindro: Diámetro 2,125 pulgadas (54,0 mm), carrera 1,625 pulgadas (41,3 mm)
- Cilindrada: 95 cc
- Tanque de combustible: tanque de 1,5 galones (6.8 litros) totalmente soldado, montado en el motor
- Transmisión: Una sola velocidad (embrague centrífugo Clinton)
- Eléctrico: Magneto por volante de inercia
- Suspensión: Ninguna

Dimensiones y peso
- Longitud total: 48 pulgadas (1219,2 mm)
- Ancho sobre el manillar: 21 pulgadas (533 mm)
- Batalla: 37 pulgadas (940 mm)
- Altura sobre la parte superior del manillar: 28,5 pulgadas (724 mm)
- Altura del asiento: 23 pulgadas (584 mm)
- Peso: 60 libras (27,2 kg)

Prestaciones
- Potencia: 2.5 CV a 3800 rpm
- Velocidad máxima: 32 millas por hora (51,5 km/h)
- De 0 a 50 km/h: 21 segundos
- Distancia de frenado: 28 pies (8,5 m) a 30 millas por hora (48 km/h)